# 阿里坎杜瓦
阿里坎杜瓦是巴西米纳斯吉拉斯州的一个市镇。总面积243.539平方公里，总人口4832人，人口密度19.8人/平方公里。